# Fosse no 2 des mines de Flines
La fosse no 2 dite de Flines à Anhiers de la Compagnie des mines de Flines puis de la Compagnie des mines d'Aniche est un ancien charbonnage du Bassin minier du Nord-Pas-de-Calais, situé à Anhiers. Les travaux commencent en 1898, trois ans après le début de ceux de la fosse no 1, et la fosse commence à extraire en 1900.
Un lavoir, un criblage et une usine à boulets sont installés sur le site. Les deux fosses sont mises en communication le 1er décembre 1905. La fosse est la seule à extraire à partir de 1914, elle est ensuite détruite pendant la Première Guerre mondiale. Elle est reconstruite, avec notamment un chevalement en béton armé, mais la Compagnie de Flines est rachetée le 13 janvier 1922 par celle d'Aniche. Dès lors, elle assure l'aérage de la fosse Bernard, sise dans le hameau de Frais-Marais à Douai. La Compagnie des mines d'Aniche est nationalisée en 1946, et intègre le Groupe de Douai. L'aérage cesse en 1958. Le puits, profond de 378,76 mètres est remblayé en 1959.
Au début du XXIe siècle, Charbonnages de France matérialise la tête de puits no 2. Contrairement à bien d'autres fosses, la fosse no 2 n'a pas été démolie, et existe encore, dans un état assez dégradé. La fosse no 2 a été inscrite aux monuments historiques le 30 août 2010 et a été classée le 30 juin 2012 au patrimoine mondial de l'Unesco.

## La fosse

### Fonçage
La fosse no 2 dite de Flines à Anhiers est commencée en 1898 à Anhiers, trois ans après la fosse no 1. Le puits, profond de 307 mètres, a un diamètre de 4,20 mètres, un peu supérieur à la fosse no 1. Il est situé à 1 790 mètres au nord-ouest de la fosse no 1.

### Exploitation
L'extraction commence en 1900, et la production remonte par les accrochage établis à 212 et 292 mètres. La fosse possède un chevalement métallique doté d'une machine d'extraction de 350 chevaux. Un lavoir, un criblage et une usine à boulets sont installés sur le site. La fosse est implantés le long de la voie ferrée reliant la fosse no 1 à la gare de Râches. Le 1er décembre 1905, les deux fosses sont mises en communication. La fosse no 1 cesse d'extraire en 1914, la fosse no 2 est donc la seule à extraire.
Après la Première Guerre mondiale, le site est reconstruit, le chevalement l'est en béton armé. Après le rachat par la Compagnie des mines d'Aniche le 13 janvier 1922, la fosse no 2 assure le retour d'air pour la fosse Bernard, sise à 1 440 mètres à l'ouest-sud-ouest,. La Compagnie des mines d'Aniche est nationalisée en 1946, et intègre le Groupe de Douai. L'aérage se poursuit jusqu'en 1958. Le puits, profond de 378,76 mètres est remblayé en 1959.

### Reconversion
Au début du XXIe siècle, Charbonnages de France matérialise la tête de puits. Le BRGM y effectue des inspections chaque année. Le site a été conservé, mais il est en mauvais état. Le chevalement de la fosse no 2 et ses bâtiments d'extraction, en totalité, sont inscrits au monuments historiques le 30 août 2010. La fosse fait partie des 353 éléments répartis sur 109 sites qui ont été classés le 30 juin 2012 au patrimoine mondial de l'Unesco. Elle constitue le site no 32.
En 2016, la communauté d'agglomération du Douaisis souhaite faire l’acquisition du site pour le mettre en sécurité et ensuite confier la restauration à une société privée,.
En 2021, le monument est racheté par Alexandre et Lise Tignon qui ont pour projet de stabiliser les structures, et y intégrer des cabinets d'architecture, de santé, un espaces de co-working, des ateliers d’artisanat et un spa. 
En septembre 2024 le site fait partie des cents monuments bénéficiaires d'un soutien financier pour leur restauration, sélectionnés pour l'édition 2024 du Loto du Patrimoine. En décembre 2024, 170 000 € sont récoltés par ce biais, mais 530 000 € serait nécessaires. Les travaux doivent démarrer fin 2025.

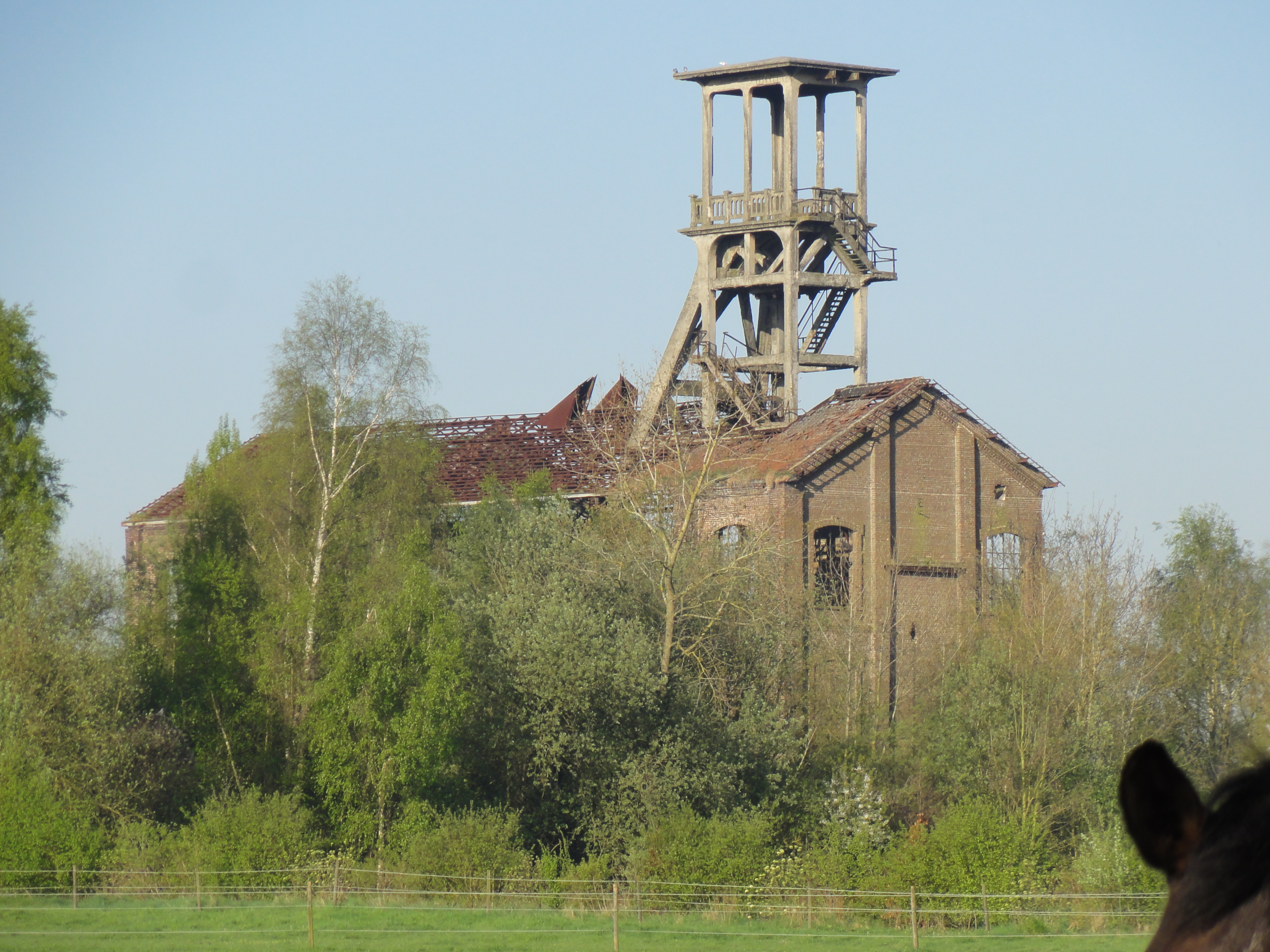
Le chevalement et le bâtiment d'extraction.
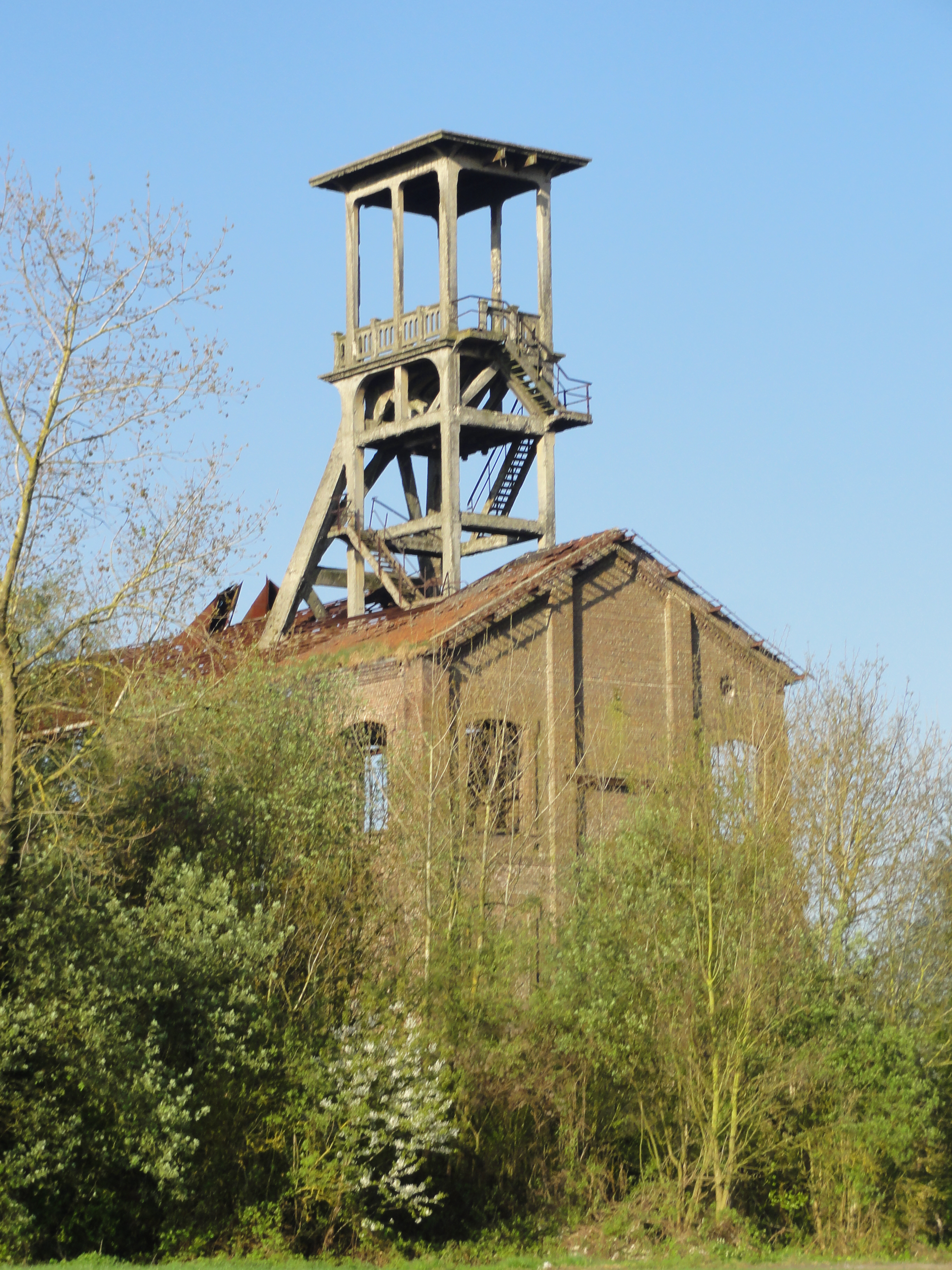
Le chevalement et le bâtiment d'extraction.
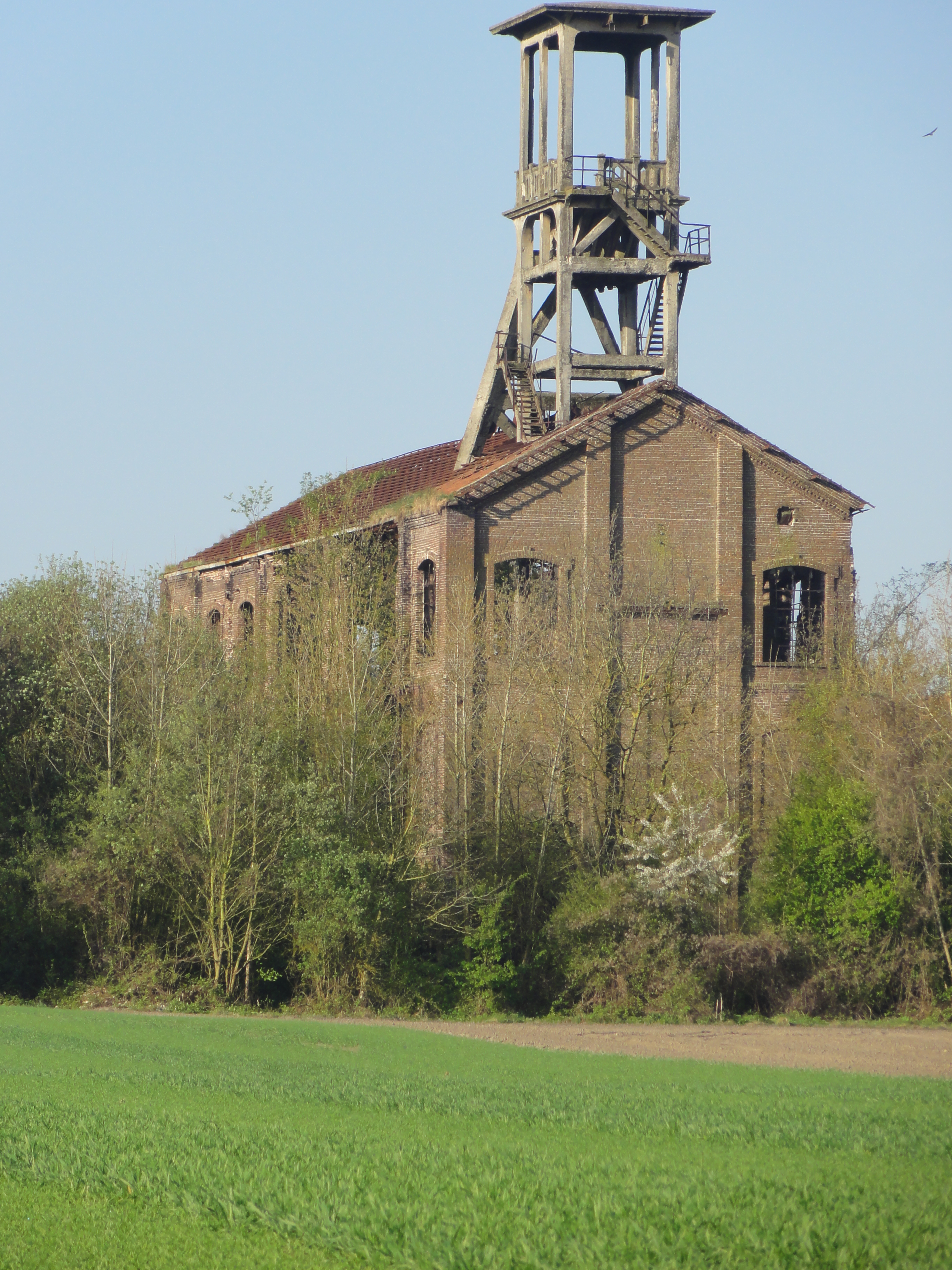
Le chevalement et le bâtiment d'extraction.
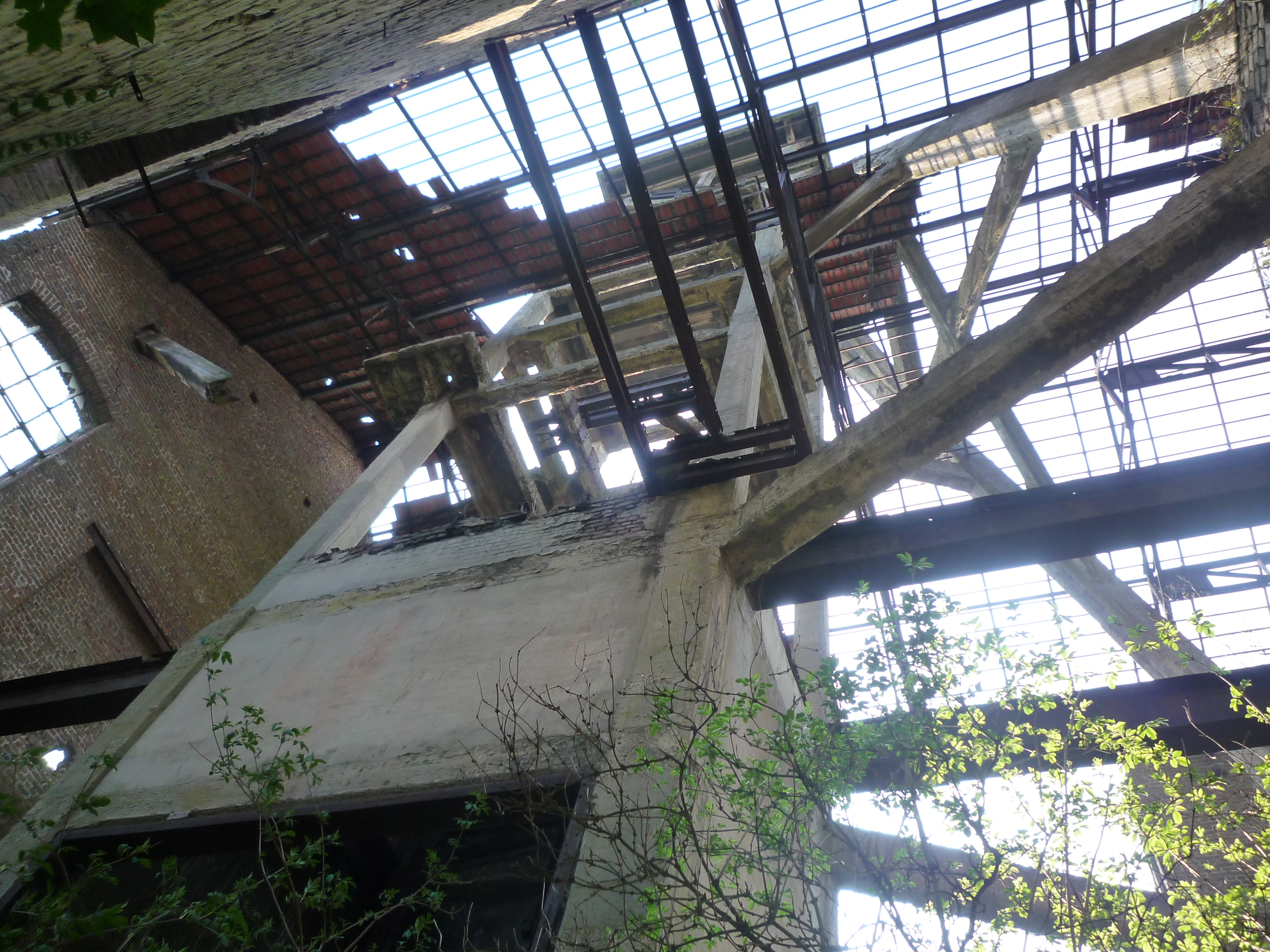
Vue en contre-plongée vers le haut du chevalement.
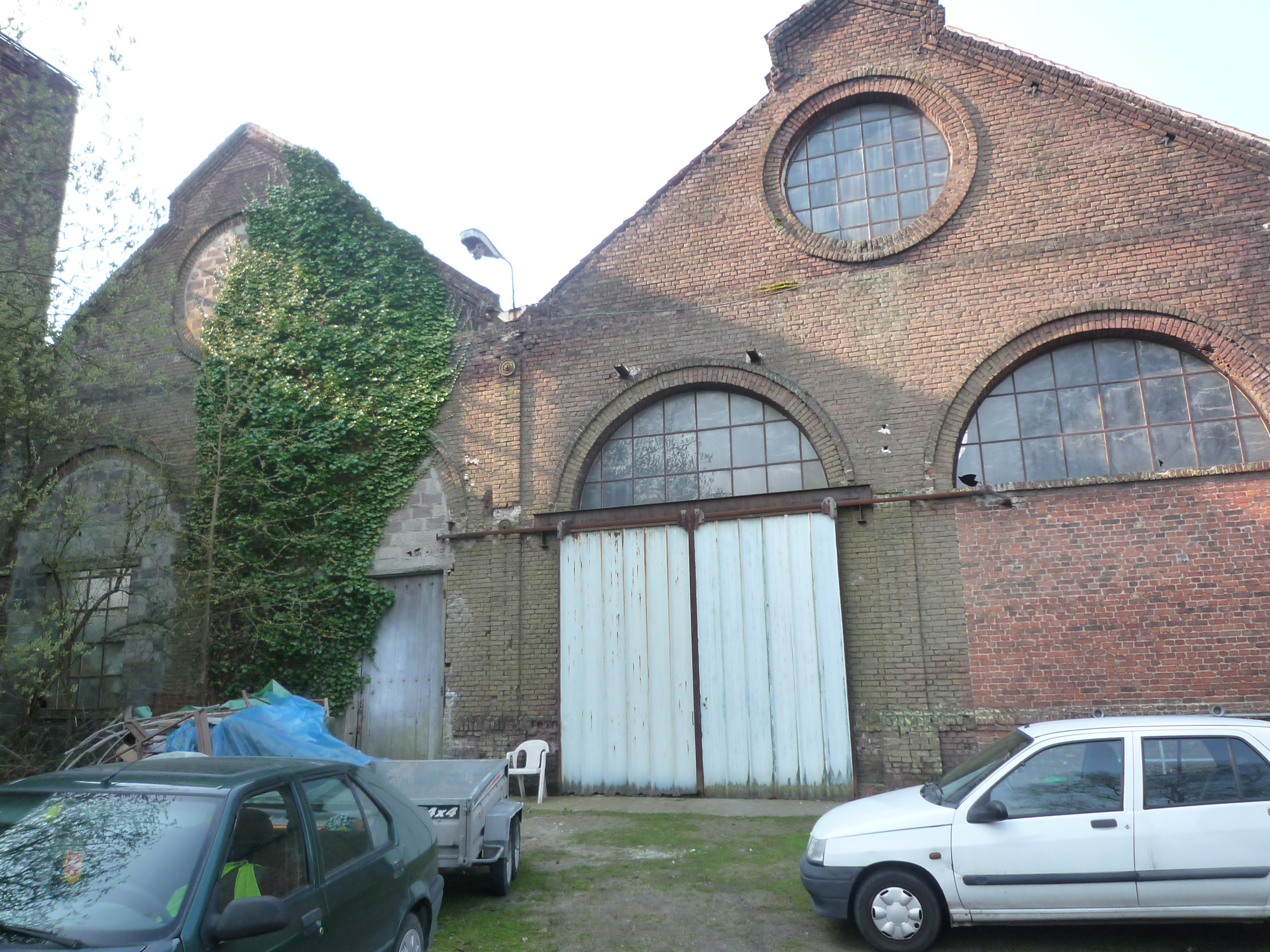
Des bâtiments annexes.
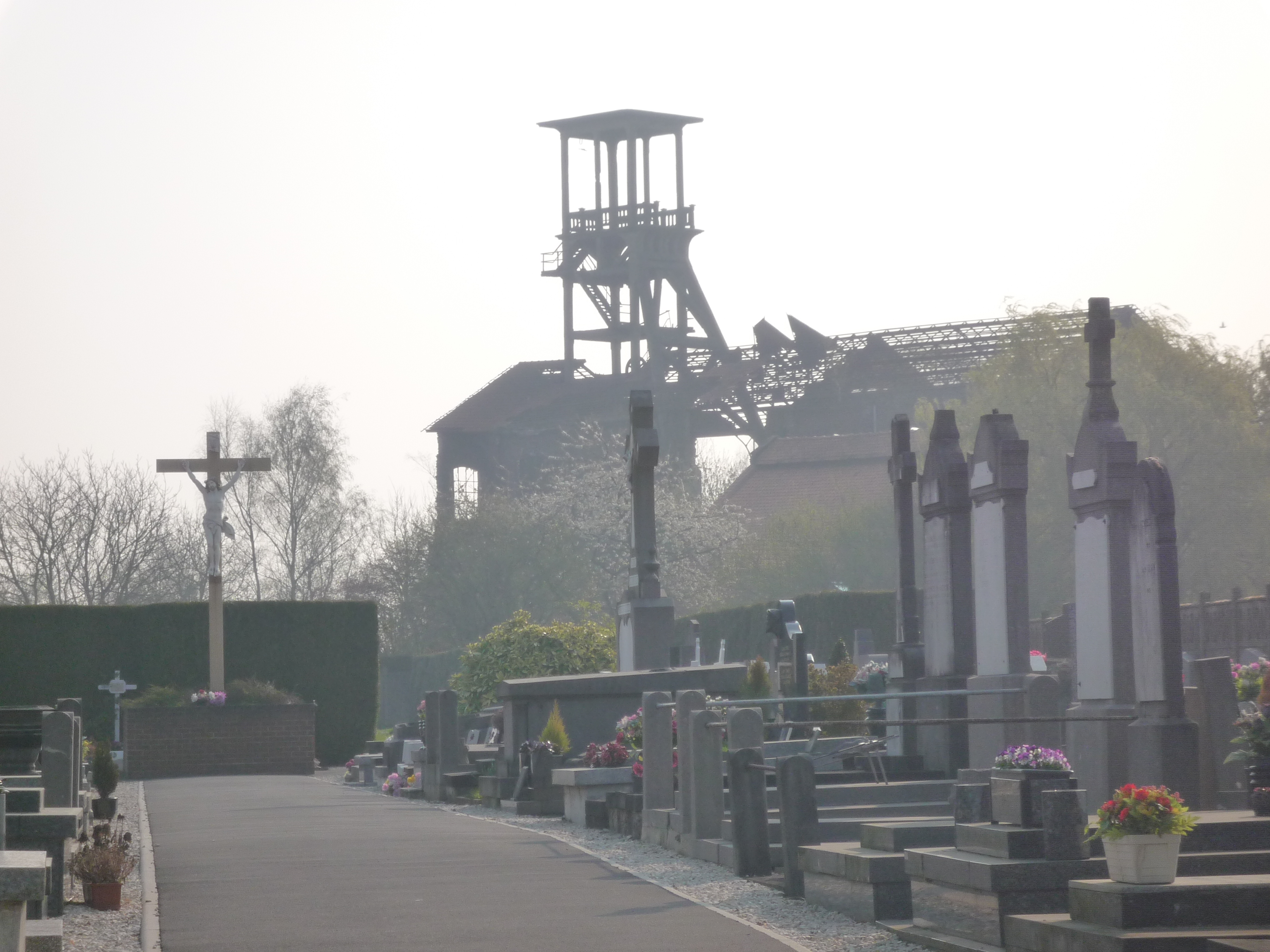
La fosse vue depuis le cimetière.